# Ride on Time (álbum)
Ride on Time es el quinto álbum de estudio del cantante y compositor Japonés Tatsuro Yamashita, publicado el 19 de septiembre de 1980.
Ride on Time es más conocido por su canción de mismo nombre, el cual fue utilizada en el anuncio televisivo para un casete de la marca Maxell que protagoniza Yamashita, y publicado como sencillo en mayo de 1980. La canción se convirtió en su primer sencillo en las listas, llegando al número tres en el Oricon vendiendo 417,000 copias. En 2003, la canción se utilizó como tema del drama televisivo Good Luck!! Protagonizado por Takuya Kimura, entrando de nuevo en el top 20 de las listas otra vez.
El álbum fue nombrado así después de que el sencillo se convierta en hit. Corone el gráfico de álbumes japonés para una semana en octubre de 1980, vendiendo más de 220,000 unidades mientras  introduzca el gráfico.
Después del lanzamiento del álbum, la canción "My Sugar Babe" (oda a la banda que él anteriormente formó) fue emitida como solo. Fue presentado como tema para el drama televisivo Keishi-K protagonizando y dirigido por Shintaro Katsu y aireado en NTV en otoño de 1980. Yamashita Compuso la música de fondo entera utilizada en la serie. En el tiempo de reestrenar en 2002, un extracto de ellos (versión instrumental de "My Sugar Babe") era además incluido cuando uno de los Bonus Tracks.

## Lista de canciones
Todas las canciones fueron compuestas por Tatsuro Yamashita, las letras escritas por Minako Yoshida (excepto las de "Ride on Time", "My Sugar Babe" y "Kissing Goodnight" escritas por Yamashita)

### Lado A
1. "Someday (いつか Itsuka)" – 5:49
2. "Daydream" – 4:31
3. "Silent Screamer" – 5:29
4. "Ride on Time" [Album version] – 5:55

### Lado B
1. "The Door into Summer (夏への扉 Natsu e no Tobira?)" – 4:41
2. "My Sugar Babe" – 4:11
3. "Rainy Day" – 5:20
4. "Clouds (雲のゆくえに Kumo no Yukue ni?)" – 5:40
5. "Kissing Goodnight (おやすみ Oyasumi?)" – 1:41

### Bonus tracks de 2002 remastered edition
1. "Ride on Time" [Single version] – 4:25
2. "Interlude I" [Instrumental inédito] – 0:56
3. "Interlude II" [Instrumental, inédito] – 1:31
4. "My Sugar Babe" [Instrumental, inédito] – 3:21

## Posiciones en las Listas
| Año     | Álbum                            | País  | Gráfico                                         | Posición | Semanas | Ventas  |
| ------- | -------------------------------- | ----- | ----------------------------------------------- | -------- | ------- | ------- |
| 1980–81 | Ride on Time                     | Japón | Lista semanal de álbumes LP de Oricon (top 100) | 1        | 19      | 225,000 |
| 1980–81 | Ride on Time                     | Japón | Lista semanal de álbumes CT de Oricon (top 100) | 4        | 19      | 225,000 |
| 2002–03 | Ride on Time [Expanded Remaster] | Japón | Lista semanal de álbumes de Oricon (top 300)    | 20       | 14      | 42,000  |

## Notoriedad
El álbum ha formado cierta notoriedad en YouTube especialmente por resubidad del sencillo Ride on Time, muy a menudo siendo bajado por un reporte falso de infringimiento de derechos de autor por MSJ Promotions. (エム・エス・ジェイ・プロモーションズ)